# Beravci
Beravci su naseljeno mjesto u Republici Hrvatskoj u sastavu općine Velika Kopanica u Brodsko-posavskoj županiji.

## Zemljopis
Beravci se nalaze istočno od općinskog središta Velike Kopanice na cesti prema Gundincima.

## Stanovništvo
Prema popisu stanovništva iz 2011. godine Beravci su imali 815 stanovnika. 
| broj stanovnika | 832   | 800   | 683   | 770   | 831   | 858   | 815   | 851   | 976   | 1098  | 1331  | 1201  | 1061  | 957   | 964   | 815   | 611   |
|                 | 1857. | 1869. | 1880. | 1890. | 1900. | 1910. | 1921. | 1931. | 1948. | 1953. | 1961. | 1971. | 1981. | 1991. | 2001. | 2011. | 2021. |

## Šport
- NK Raketa, nogometni klub

## Vanjske poveznice
- Stranice Općine Velika Kopanica /Naselje Beravci[neaktivna poveznica]
- Stranice Beravaca
- KUD "Ivan Goran Kovačić", Beravci